# Amt Bützow-Land
Het Amt Bützow is een samenwerkingsverband van 12 gemeenten. Het  ligt in het  Landkreis Rostock in de Duitse deelstaat Mecklenburg-Voor-Pommeren. Het Amt telt 16.212 inwoners. Het bestuurscentrum bevindt zich in de stad Bützow.

## Gemeenten
Het Amt bestaat uit de volgende gemeenten:
1. Baumgarten (800)
2. Bernitt (1.590)
3. Bützow, stad * (7.829)
4. Dreetz (199)
5. Jürgenshagen (1.105)
6. Klein Belitz (831)
7. Penzin (140)
8. Rühn (631)
9. Steinhagen (674)
10. Tarnow (1.083)
11. Warnow (889)
12. Zepelin (441)